# Ixchela abernathyi
Ixchela abernathyi là một loài nhện trong họ Pholcidae. Loài này được phát hiện ở México.